# Naturstromspeicher Gaildorf
El Naturstromspeicher Gaildorf es un proyecto de energía en construcción cerca de Gaildorf (Baden-Württemberg). Un naturstromspeicher es una instalación en que se combina un parque eólico con una central hidroeléctrica reversible. El proyecto fue inicialmente presentado en septiembre de 2011 y su construcción fue oficialmente iniciada en abril de 2016, con la ceremonia de colocación de la primera piedra. Los aerogeneradores se pusieron en funcionamiento en diciembre de 2017, cuando fueron conectados a la red eléctrica. Está previsto que la central hidroeléctrica reversible entre en funcionamiento en 2020.

## Objetivo
La utilización de fuentes de energía renovable no constantes e incapaces de ajustarse a la demanda eléctrica, conduce a grandes variaciones diarias en la producción de electricidad. Esto, a su vez, conduce a amplios excedentes, pérdidas e incluso a precios eléctricos negativos. Por tanto, las centrales hidroeléctricas reversibles, que permiten almacenar energía durante los periodos de superávit, son una alternativa válida para contrarrestar la variabilidad de las energías eólica y solar a la vez que se optimiza su uso. Por esta razón, el proyecto tiene como objetivo principal permitir un suministro confiable y estable de energía a partir de fuentes inestables como la energía eólica y la energía solar.

## Financiamiento
El proyecto tiene un coste estimado en 75 millones de euros, que será financiado principalmente por el grupo Max Bögl. Los ciudadanos de la zona, en parte, pueden participar económicamente en el proyecto a través de una cooperativa. Adicionalmente, el gobierno federal, a través del Ministerio Federal de Medio Ambiente, Protección de la Naturaleza y Seguridad Nuclear se ha comprometido  a aportar 7,15 millones de euros debido al carácter pionero y demostrativo del proyecto para otros similares.

## Construcción

### Parque eólico

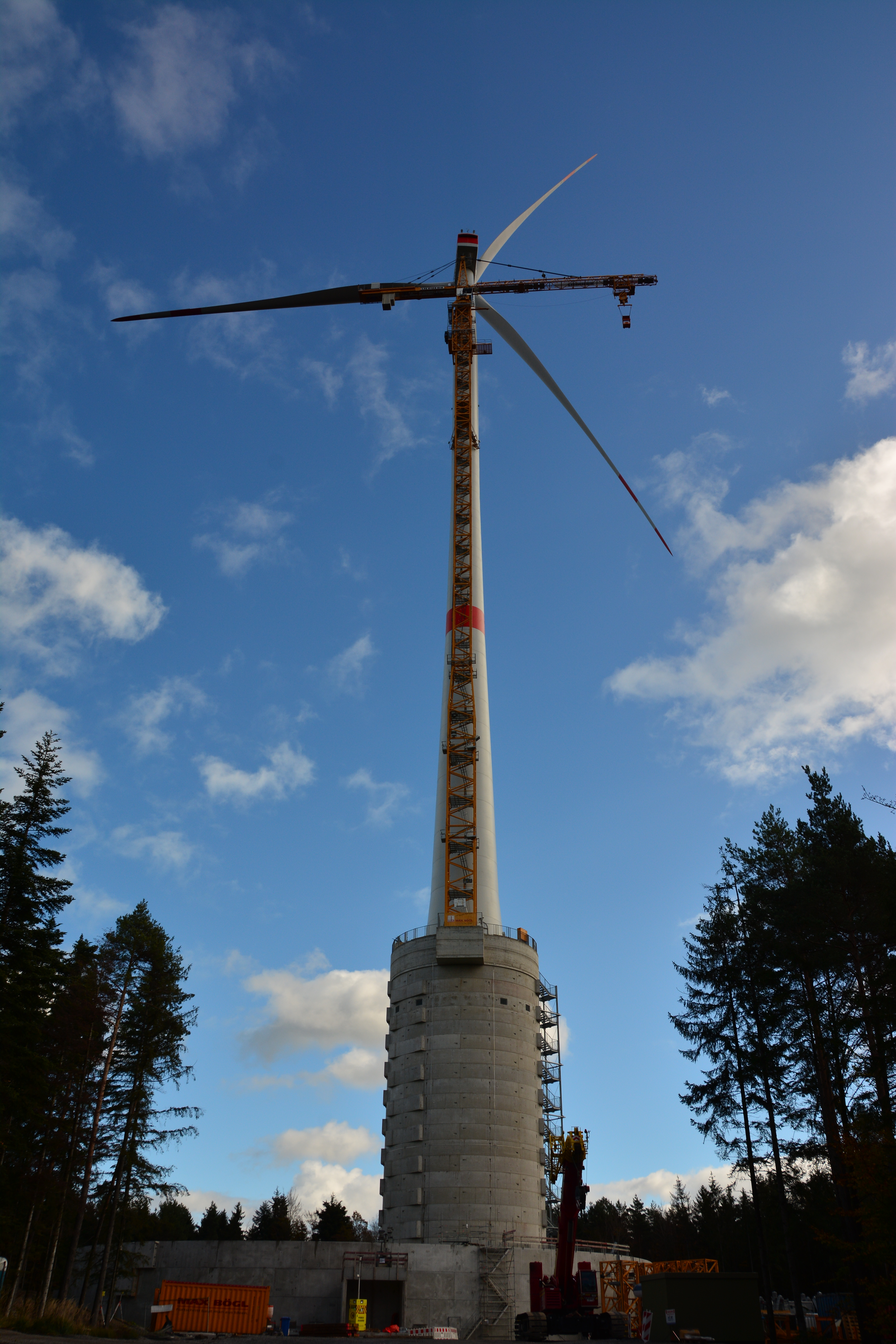
Primera turbina eólica finaliza del tipo GE 3.4-137. Altura de buje 178 m.

El parque eólico consiste en cuatro turbinas eólicas ubicadas en las serranías de los Limpurger Berge entre los valles de los ríos Kocher por el oeste y Eisbach en el este, cerca de la localidad de Gaildorf. Los aerogeneradores tienen una altura de buje de 178 m., un diámetro de rotación de 137 m. y una potencia nominal de 3.4 MW. La energía anual generada se pronostica en 42 GWh. Dado que las fundaciones son además utilizadas para embalsar agua, éstas alcanzan alturas superiores a los 40 m. Lo anterior permite además elevadas alturas de buje. A partir de 2017, una de las cuatro torres ostentó el récord mundial de altura para este tipo de construcción, con una altura total de 246.5 metros (incluyendo una altura de buje de 178 metros), hasta ser superada a fines de 2019. La ubicación y la altitud exacta de las cuatro turbinas eólicas es la siguiente:
- WEA2 (49°00′37″N 9°47′46″E / 49.010275, 9.796200, elevación: 501.5 m s. n. m.[15]
- WEA3 (49°00′10″N 9°48′23″E / 49.002769, 9.806384, elevación: 489.5 msnm[15]
- WEA4 (48°59′49″N 9°48′35″E / 48.997075, 9.809822, elevación: 489.5 m s. n. m.[15]
- WEA5 (48°59′31″N 9°48′43″E / 48.991816, 9.812073, elevación: 485.5 m s. n. m.[15]

### Central hidroeléctrica reversible
La capacidad de la central hidroeléctrica reversible es de hasta 16 MW (dependiendo de la altura de agua almacenada). El complejo tiene una capacidad de almacenamiento de 70 MWh, lo que corresponde a cuatro horas de generación eléctrica a potencia nominal por la central hidroeléctrica o a más de cinco horas de operación del sistema de almacenamiento (considerando un funcionamiento a potencia nominal para todas las turbinas eólicas).

#### Tanque superior
Cada una de las cuatro torres cuenta con un tanque superior independiente fabricado con piezas prefabricadas de hormigón. Éstos, a su vez, están divididos en dos subtanques que permiten embalsar agua a diferentes alturas. El primero de éstos, corresponde a las fundaciones cilíndricas de las torres; éstas tienen una altura de 40 metros y un diámetro de 16 metros y permite almacenar una altura de agua de 31 metros. Estos subtanques reciben el nombre de Aktivbecken (tanques activos). Bajo las fundaciones de las torres se ubica un tanque cilíndrico de 63 metros de diámetro, llamado Passivbecken (tanque pasivo). La altura de estos últimos depende del aerogenerdador en cuestión, y su altura máxima de embalse alcanza entre 8 y 13 metros. Ambos subtanques son llenados y vaciados en forma sucesiva. En total, los tanques pueden embalsar un total de  160 000 m³ de agua. Cabe destacar que los términos Aktivbecken y Passivbecken no se han utilizado previamente en la literatura relativa a centrales hidroeléctricas reversibles y su uso fue introducido en este proyecto. Desde un punto de vista técnico, ambas cumplen una función de embalse. 
En julio de 2017 se decidió que la torre WEA2, en principio, no sería dotada de un tanque superior.

#### Sistema de tuberías
Un sistema de tuberías a presión, de aproximadamente 3.2 kilómetros de largo, comunica los tanques superiores con la casa de máquinas y el tanque inferior, ubicados en el valle del río Kocher, cerca de 200 metros por debajo del nivel superior. Las tuberías de polietileno DN1800/DN1600 (provistas por Egeplast), fueron instaladas a partir de marzo de 2018. La tubería de distribución (conocida como Trifurcator) que permite la distribución desde las tuberías a presión a las turbinas, es una pieza prefabricada elaborada por Bilfinger VAM Anlagentechnik GmbH. El sistema de tuberías y turbinas permite un flujo de 9.5 m³/s.

#### Casa de máquinas
La casa de máquinas se ubica en la vertiente este del río Kocher y está conectada con el tanque inferior (ubicado en la vertiente oeste del caudal) mediante un sifón invertido. La casa de máquinas está provista de tres turbinas Francis reversibles, desarrolladas por Voith Hydro, con una capacidad total de 16 MW. Durante la fase de embalse, agua será bombeada desde el tanque inferior a los tanques superiores haciendo uso de turbinas bombeo. Durante los periodos de demanda eléctrica, el agua fluye de vuelta al tanque inferior a través de las turbinas. El cambio entre la fase de generación eléctrica y la fase de embalse ha de ser posible en un tiempo de 30 segundos y se espera que el almacenamiento tenga una eficiencia energética cercana al 80%.

#### Tanque inferior
Como tanque inferior se utilizará un estanque previamente planificado como defensa de inundación fluvial ante crecidas del río Kocher. Este estanque está diseñado para un periodo de retorno de 10 años. El volumen del estanque está diseñado de tal forma que en condición de máxima utilización, mantiene un capacidad de retención (como defensa fluvial) de 30 000 m³. En caso de uso como defensa de inundación, es necesario detener el uso como parte del sistema de generación para labores de limpieza. Para el llenado inicial, así como para llenados sucesivos tras labores de mantenimiento, está aprobado desviar un caudal de hasta 2 m³/s desde el río Kocher, siempre y cuando el río mantenga un caudal mínimo de 10 m³/s.

### Subestación eléctrica
Al sur de la casa de máquinas, se construirá una subestación eléctrica para conectarse a una línea existente de 110 kV. El operador de red es Netze BW.

## Política
El año 2011, la ciudad de Gaildorf realizó una evaluación pública del proyecto a través del portal e-Bürger-Portal. A continuación, el día 11 de diciembre de 2011 se celebró en Gaildorf un referéndum sobre el proyecto. En éste, el proyecto fue aprobado, con un 25.2% de los votantes habilitados manifestándose a favor, mientras que un 19.3% rechazó el proyecto; en virtud de lo anterior, el gobierno municipal inició negociaciones con los inversores relativas a la implementación del proyecto y al uso de suelo.